# Granada Club de Fútbol 2019-2020
Questa voce raccoglie le informazioni riguardanti il Granada Club de Fútbol nelle competizioni ufficiali della stagione 2019-2020.

## Maglie e sponsor
| Casa | Trasferta | Terza divisa |

Sponsor ufficiale: Winamax
Fornitore tecnico: Nike

## Organico

### Rosa
Rosa e numerazione sono aggiornate al 4 febbraio 2020.
| N. |                       | Ruolo | Calciatore                |
| -- | --------------------- | ----- | ------------------------- |
| 1  | Portogallo (bandiera) | P     | Rui Silva                 |
| 2  | Francia (bandiera)    | D     | Dimitri Foulquier         |
| 3  | Spagna (bandiera)     | D     | Álex Martínez             |
| 4  | Francia (bandiera)    | C     | Maxime Gonalons           |
| 5  | Spagna (bandiera)     | D     | José Antonio Martínez Gil |
| 6  | Spagna (bandiera)     | D     | Germán Sánchez            |
| 7  | Spagna (bandiera)     | A     | Álvaro Vadillo            |
| 8  | Camerun (bandiera)    | C     | Yan Brice Eteki           |
| 9  | Spagna (bandiera)     | A     | Roberto Soldado           |
| 10 | Spagna (bandiera)     | C     | Antonio Puertas           |
| 11 | Turchia (bandiera)    | D     | İsmail Köybaşı            |
| 12 | Nigeria (bandiera)    | C     | Ramón Azeez               |
| 13 | Spagna (bandiera)     | P     | Aarón Escandell           |
| 14 | Spagna (bandiera)     | C     | Fede Vico                 |
| 15 | Spagna (bandiera)     | D     | Carlos Neva               |

| N. |                       | Ruolo | Calciatore       |
| -- | --------------------- | ----- | ---------------- |
| 16 | Spagna (bandiera)     | D     | Víctor Díaz      |
| 17 | Portogallo (bandiera) | C     | Gil Dias         |
| 18 | Colombia (bandiera)   | D     | Neyder Lozano    |
| 19 | Spagna (bandiera)     | C     | Ángel Montoro    |
| 20 | Spagna (bandiera)     | D     | Jesús Vallejo    |
| 21 | Venezuela (bandiera)  | C     | Yangel Herrera   |
| 22 | Portogallo (bandiera) | D     | Domingos Duarte  |
| 23 | Venezuela (bandiera)  | A     | Darwin Machís    |
| 24 | Spagna (bandiera)     | A     | Carlos Fernández |
| 26 | Spagna (bandiera)     | C     | Antonio Aranda   |
| 29 | Spagna (bandiera)     | C     | Isma Ruiz        |
| 31 | Spagna (bandiera)     | A     | Mario Rodríguez  |
| 32 | Spagna (bandiera)     | D     | Antonio Montoro  |
| 39 | Spagna (bandiera)     | D     | Pepe Sánchez     |
|    | Spagna (bandiera)     | D     | Quini            |